# Nesøya

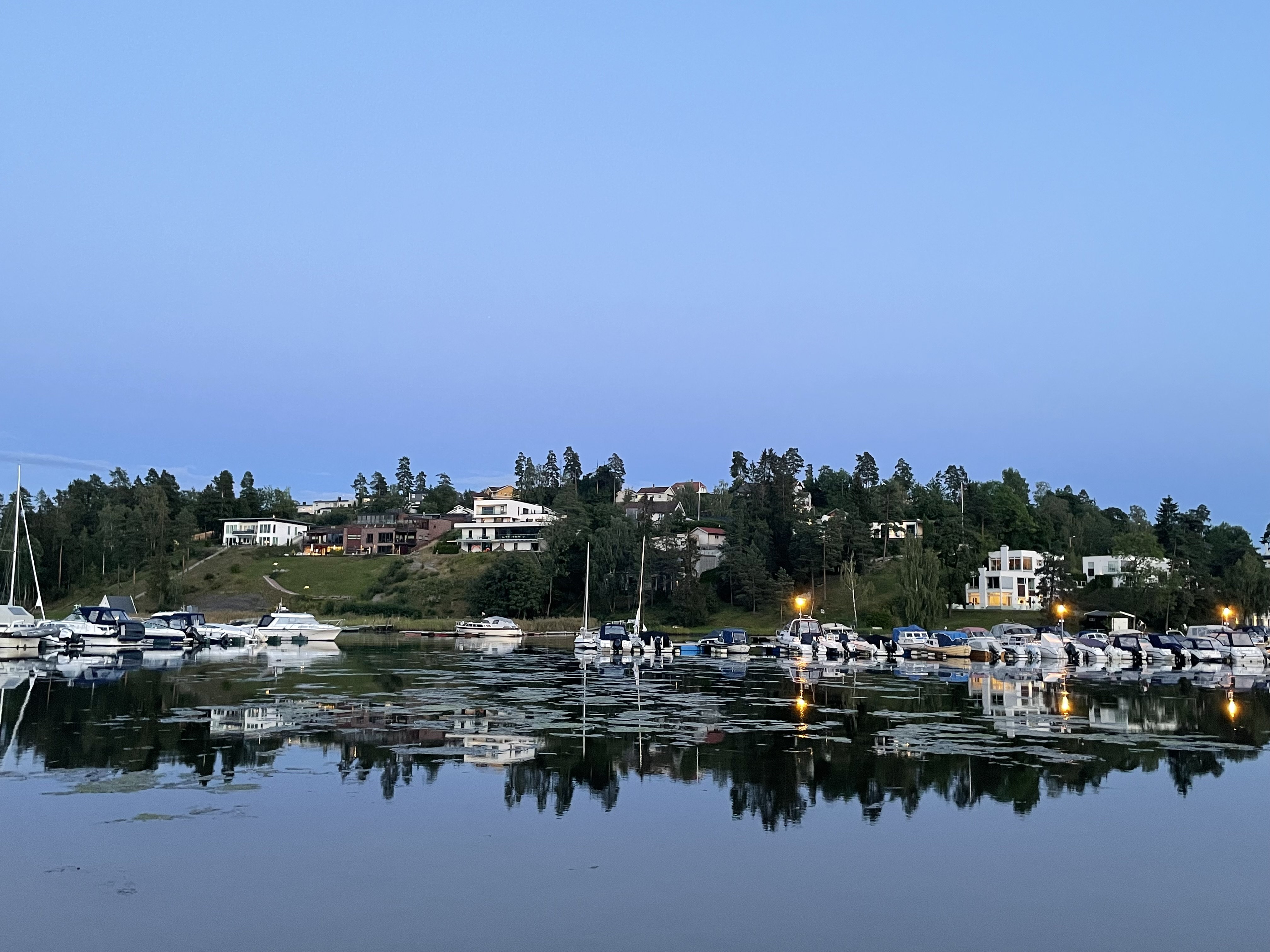
Norra Nesøya.

Nesøya är en ö i Oslofjorden i Norge. Ön tillhör Askers kommun. Den är ungefär 3 km² stor och har förbindelse med fastlandet genom Nesøybrua. Mitt på ön, i ett naturreservatområde, ligger tjärnen Nesøytjernet. Området är fridlyst på grund av växtlivet. Tjärnen har sitt utlopp genom en bäck på östra sidan av Nesøya. Fiskbeståndet är i huvudsak abborre och ål. Från Nesøya går en kabelfärja till grannön Brønnøya. På Nesøya bor många norska celebriteter.
Nesøya skola öppnades skolåret 1965/1966 och har byggts ut flera gånger.

## Personer som har bott på Nesøya
- Martin Andresen
- Carsten Skjelbreid
- Vigdis Hjorth
- Eivind Blehr
- Finn Ferner
- Wenche Myhre
- Magne Furuholmen
- Halvard Flatland
- Katarina Flatland
- Jan Åge Fjørtoft
- Anders Hatlo
- Anita Hegerland
- Bjørn Ransve
- Ulf Nilsen
- Ida Lorentzen
- Stine Lise Hattestad
- Bjørn Opsahl
- Magnus Poulsson
- Kathrine Sørland
- Daniel Nannskog